# Oscar Righi
Oscar Humberto Righi (Buenos Aires, 4 de septiembre de 1960) es un guitarrista de rock argentino, reconocido por formar parte de la banda Bersuit Vergarabat desde 1990 hasta 2016. Desde 2009 integró su propia banda, llamada De Bueyes, hasta el regreso de Bersuit a los escenarios en 2011.
Ha participado en todos los discos de la agrupación y entre las canciones que ha escrito o coescrito en toda su trayectoria con Bersuit Vergarabat, se encuentran: «Tuyú», «Venganza de los muertos pobres (Afro)», «Sin son», «Encapuchados», «Yo tomo», «A los tambores», «La petisita culona», «Como un bolú», «Así es», «Cambiar el alma», «Dios te salve»; entre otros.
También ha participado con diversos artistas y ha sido productor de varias bandas como Pampa Yakuza, Tan Biónica, Evolución, etc.
En su edición de septiembre de 2012, la revista Rolling Stone, posicionó a Righi, en el puesto número 78 de Los cien mejores guitarristas del rock argentino.
El 30 de enero de 2016, deja Bersuit Vergarabat, tras ser acusado de violación por su propia hija. Tras veintisiete años con la banda  toco con varios músicos de bandas como Los Piojos, Intoxicados, Indios y Guasones. 